# Dalechampia alata
Dalechampia alata là một loài thực vật có hoa trong họ Đại kích. Loài này được Klotzsch ex Baill. mô tả khoa học đầu tiên năm 1865.